# Joo Min-jin
Dans ce nom, le nom de famille, Joo, précède le nom personnel.
Joo Min-jin, née le 1er août 1983, est une patineuse de vitesse sur piste courte sud-coréenne.
Elle est sacrée championne olympique en relais 3 000 m aux Jeux d'hiver de 2002 à Salt Lake City. Elle est aussi durant ces Jeux 9e de la course de 500 m.